# Pipiganj
Pipiganj é uma cidade e uma nagar panchayat no distrito de Gorakhpur, no estado indiano de Uttar Pradesh.

## Demografia
Segundo o censo de 2001, Pipiganj tinha uma população de 11,386 habitantes. Os indivíduos do sexo masculino constituem 52% da população e os do sexo feminino 48%. Pipiganj tem uma taxa de literacia de 58%, inferior à média nacional de 59.5%: a literacia no sexo masculino é de 67% e no sexo feminino é de 49%. Em Pipiganj, 16% da população está abaixo dos 6 anos de idade.